# Dendryt (krystalografia)

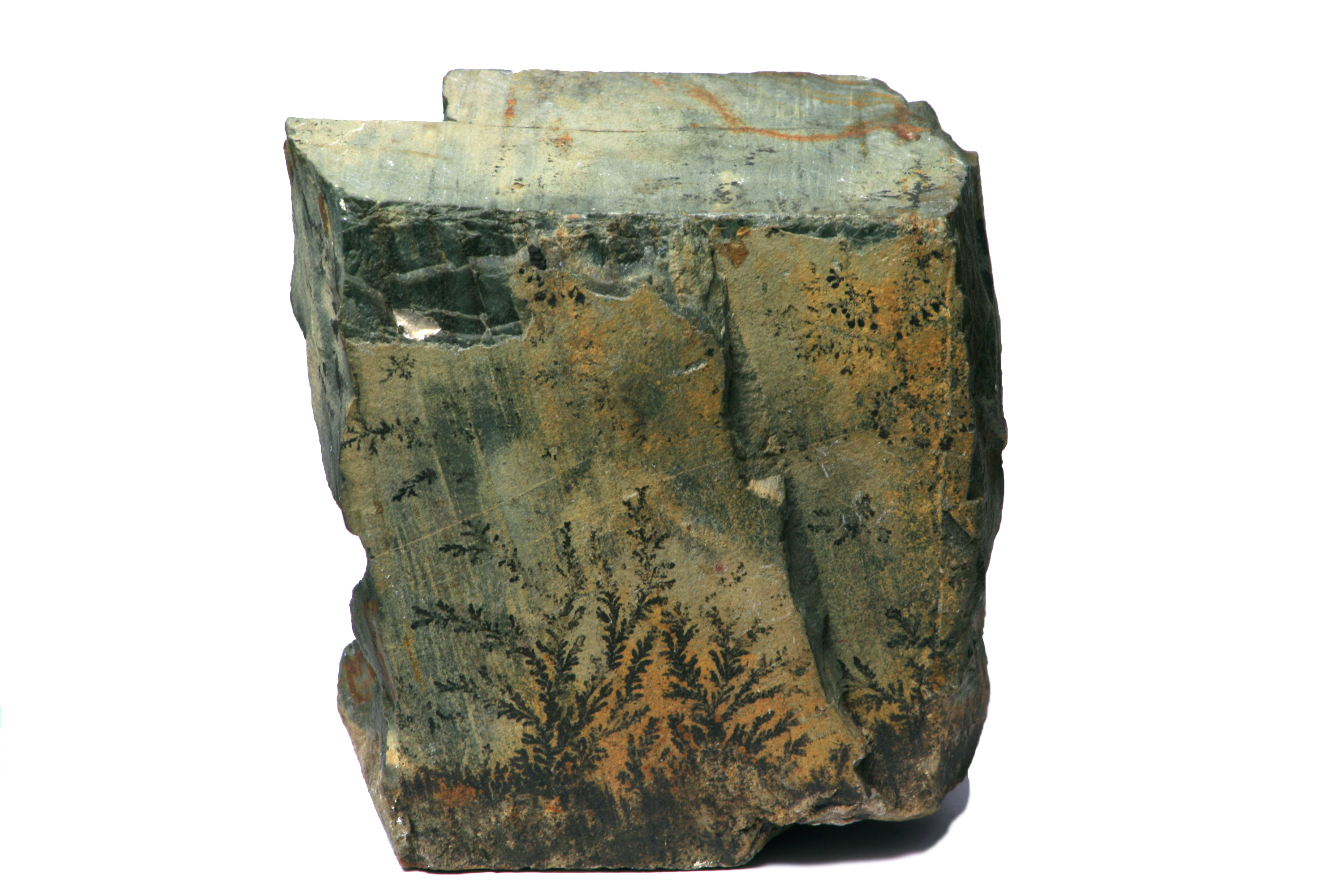
Piroluzyt w formie dendrytu

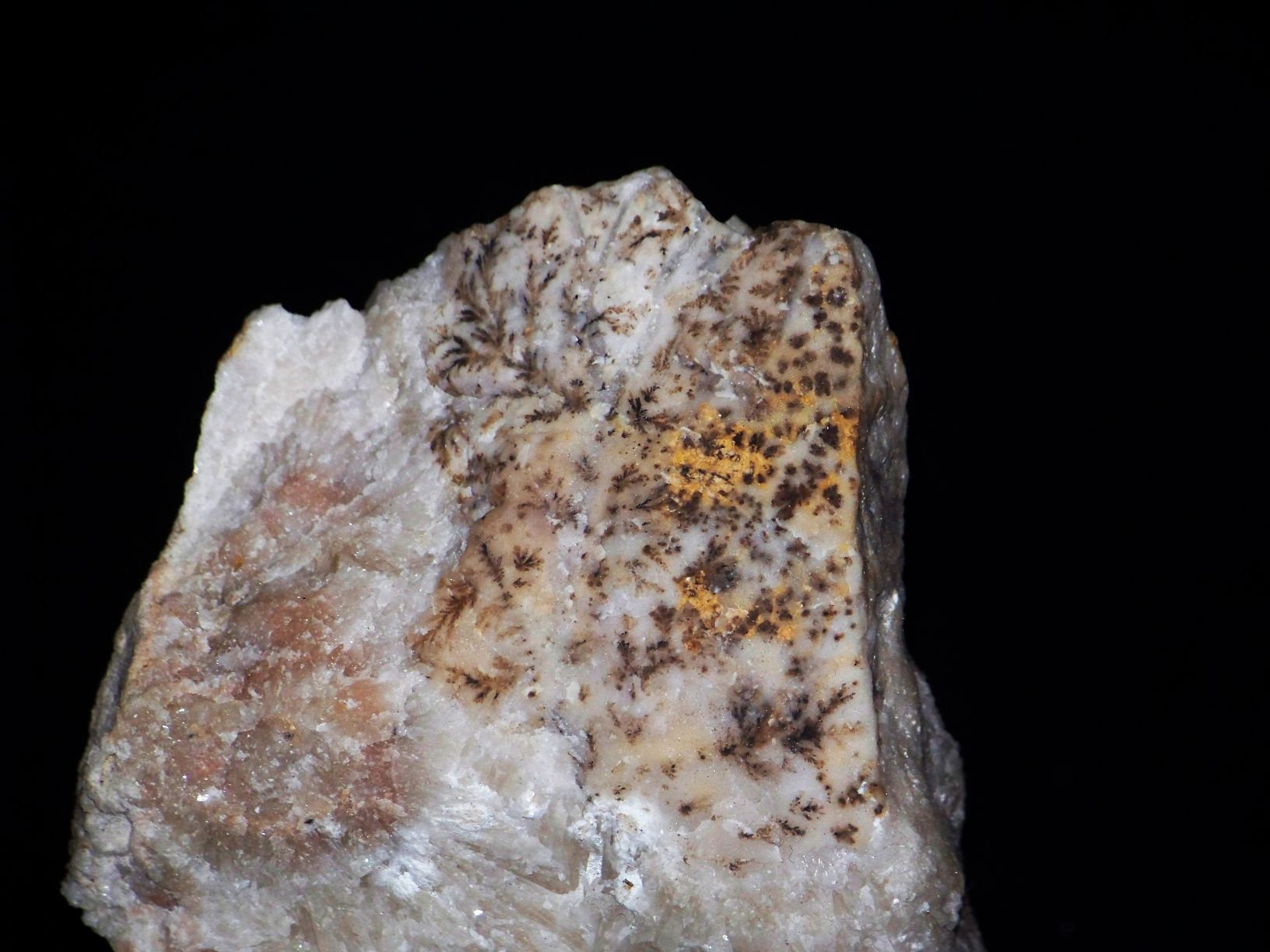
Dendryty manganowe na różance kalcytowej, Góra rzepka, Chęciny, Góry Świętokrzyskie

Dendryt, kryształ dendrytyczny – agregat drobnych kryształów – krystalitów o strukturze fraktalnej. Kształtem przypomina rozgałęzione drzewo, krzew lub liść paproci. Przykładem mogą być płatki śniegu o różnych kształtach lub lodowe kwiaty na szybach. Ze względu na podobieństwo do roślin, dendryty w minerałach bywają mylone ze skamieniałościami roślinnymi (zob. zdjęcie). Nazwa pochodzi od greckiego słowa δενδρον (déndron), oznaczającego 'drzewo'.
Dendryty na skałach powstają z szybkiej krystalizacji minerałów z roztworów infiltrujących drobne pęknięcia w skale lub płaszczyzny międzyławicowe. Dendryty zazwyczaj tworzą tlenki lub wodorotlenki manganu i żelaza (goethyt, psylomelan, piroluzyt) i wtedy mają ciemne barwy, zdarzają się jednak dendryty zbudowane z innych substancji, np. złota.
Dendryty można uzyskać w sposób sztuczny. Laboratoryjna hodowla dendrytów np. srebrnych nie jest skomplikowana. Jednym ze zjawisk, jakie uczestniczą w procesie formowania się tego typu skupień krystalicznych jest agregacja ograniczona dyfuzją (ang. diffusion-limited aggregation).